# Oli Rahman
Oli Rahman (ur. 7 lipca 1975) – ghański piłkarz występujący na pozycji pomocnika. 

## Kariera klubowa
W swojej karierze Rahman występował w zespole Asante Kotoko.

## Kariera reprezentacyjna
W reprezentacji Ghany Rahman wystąpił jeden raz, 1992 roku. W tym samym roku był członkiem reprezentacji, która zdobyła brązowy medal na letnich igrzyskach olimpijskich. Wystąpił na nich w ćwierćfinale z Paragwajem (4:2 po dogrywce), w którym strzelił też gola i w półfinale z Hiszpanią (0:2).